# Lilla Asjön
Lilla Asjön är en sjö i Falkenbergs kommun i Halland och ingår i Ätrans huvudavrinningsområde.